# شون وليامز (لاعب كرة قدم أمريكية)
شون وليامز (بالإنجليزية: Shawn Williams)‏ هو لاعب كرة قدم أمريكية أمريكي، ولد في 13 مايو 1991 في دمشق في الولايات المتحدة.

## وصلات خارجية
- شون وليامز على موقع مرجع كرة القدم المحترفة.كوم (الإنجليزية)